# Lennier
Lennier é um personagem fictício do universo da série de televisão de ficção científica Babylon 5, interpretado por Bill Mumy. Ele é um minbari e é o assistente da embaixadora Delenn durante a maior parte da série.

## História e carreira
Oriundo da casta religiosa dos minbari, Lennier foi um fiel acólito da embaixadora Delenn por cinco anos, assim como ela própria havia sido uma acólita do grande líder Dukhat. Um membro do Terceiro Templo de Chu'Domo e um feroz guerreiro, ele terminou por se juntar aos Rangers. Lennier tinha familiares a bordo da nau capitânea minbari Black Star quando ela foi destruída pelo capitão John Sheridan e mesmo que outros minbari sentissem uma grande animosidade para com Sheridan, pois eles achavam que ele havia agido de maneira desonrosa ao destruí-la, Lennier não cultivava rancores, aparentemente por entender o motivo do capitão.
Na quinta temporada, Lennier foi confrontado pelo fantasma do sr. Morden, o humano que trabalhava para as Sombras. Ele, que tinha retornado à estação na esperança de falar com um espírito durante uma cerimônia religiosa alienígena, cometeu o erro de pedir conselhos a Morden. O fantasma então prediz que Lennier irá um dia trair os Rangers, o que é um presságio de diversos eventos posteriores da série.
Entre os amigos de Lennier estão Vir Cotto e Marcus Cole.

## Delenn
Eventualmente, é revelado que Lennier amava secretamente Delenn, o que ele explica a Marcus que não é um "...amor romântico como você poderia achar, mas algo mais nobre.". Porém, apesar de seus sentimentos, ele nada faz por causa do envolvimento de Delenn com Sheridan. Ele de fato confessa seus sentimentos para ela quando ele e a sua amada estão aprisionados no hiperespaço próximos da morte, mas Delenn, que há muito já sabia disso, fingiu que nada ouviu para poupar-lhe o embaraço quando eles se salvaram. Estes sentimentos seriam a causa de sua queda no final. Quando Sheridan sofre um acidente a bordo de uma White Star, Lennier, vendo nisto uma oportunidade de se livrar de sua "competição", se recusa a ajudá-lo e foge, deixando-o para morrer. Arrependido, ele volta, mas Sheridan já havia conseguido se salvar e Lennier foge, profundamente envergonhado pelo que tinha feito, e nada mais se soube dele, exceto por uma derradeira - e não rastreável - ligação para Delenn, na qual ele pede perdão ao casal. Esta é a ação que presumivelmente pode ser considerar como a traição prevista por Morden.
A série termina deixando o final de Lennier em aberto, mesmo considerando que a maioria das previsões de Morden se realizaram. Além disso, há pistas no episódio final (quando os convidados para a destruição da estação estão se lembrando dos colegas mortos) de que Lennier teria sido morto durante a Guerra dos Telepatas. A morte dele teria sido confirmada por J. Michael Straczynski em The Babylon 5 Scripts of J. Michael Straczynski TV Movies, no qual ele afirma que tanto Lennier quanto Lyta Alexander foram mortos na explosão do quartel general da Psi Corps na maior batalha da Guerra dos Telepatas. Straczynski já tinha dito antes que a morte de Lennier era "...uma história muito triste que talvez eu conte um dia".